# 알렉산드르 알렉산드로프 (수학자)
알렉산드르 다닐로비치 알렉산드로프(러시아어: Алекса́ндр Дани́лович Алекса́ндров, 1912~1999)는 러시아의 수학자이다. 수리물리학과 기하학에 기여하였다.

## 생애
1912년 8월 4일 러시아 랴잔주의 작은 마을 볼린(러시아어: Волынь)에서 태어났다.
1933년부터 상트페테르부르크 국립 광학 연구소(러시아어: Государственный оптический институт)에서 일하였고, 상트페테르부르크 대학교 수학·역학과에서 강의하였다. 1935년에 상트페테르부르크 대학교(당시 레닌그라드 대학교)에서 박사 학위를 수여받았고, 1937년에 과학 박사(러시아어: до́ктор нау́к, 하빌리타치온과 유사한 학위)를 수여받았다.
이후 상트페테르부르크 대학교 교수 및 상트페테르부르크의 스테클로프 수학연구소 분교 연구원이 되었다. 1951년에 소련 공산당 당원이 되었고, 1952년~1964년 동안 상트페테르부르크 대학교 학장을 맡았다.
학술 활동 밖에도, 알렉산드로프는 활발한 산악가였다. 특히, 1962년 50번째 생일에 파미르고원의 6222 미터 높이의 무명의 봉우리를 홀로 최초로 등산하였다. 이후 이 산은 "레닌그라드 대학교 봉"으로 알려지게 되었다.
1964년에 노보시비르스크 국립 대학교로 이전하였다. 1986년에 다시 상트페테르부르크의 스테클로프 수학연구소 분교로 복귀하였다.
1999년 7월 27일 상트페테르부르크에서 사망하였다.

## 같이 보기
- CAT(κ) 공간